# Croissant
En croissant (fransk: halvmåne) er et bagværk. Den er en forfinet giffel af butterdej i stedet for gærdej.
Croissanten stammer fra en østrigsk bager, der i Paris lavede en variant af den hjemlige giffel.
Croissanter spises lune til morgenmad eller frokost og fås også med nougat, chokolade eller marmelade.